# R. L. Motor Engineering
R. L. Engineering Co. Ltd. war ein britischer Hersteller von Automobilen.

## Unternehmensgeschichte
Das Unternehmen aus London begann 1904 mit der Produktion von Automobilen. Der Markenname lautete Rulex. Im gleichen Jahr endete die Produktion.

## Fahrzeuge
Im Angebot standen zwei Voituretten. Zur Wahl standen Einzylindermotoren mit 3,5 PS und mit 4,5 PS Leistung. Die Neupreise betrugen 73,50 Pfund bzw. 84 Pfund.